# Ceri Evans
Ceri Evans   (Christchurch, 2 d'octubre de 1963) és un exfutbolista neozelandès de la dècada de 1980.
Fou internacional amb la selecció de futbol de Nova Zelanda.
Pel que fa a clubs, destacà a Oxford United.